# Août 1897

## Événements
- Joseph Chamberlain supprime les petites forces locales pour créer la WAFF (Royal West African Frontier Force), organisée par Frederick Lugard forte de 6 500 hommes (dont 6 300 Africains) en 1901.

- 8 août : assassinat à Barcelone par un anarchiste italien d'Antonio Cánovas del Castillo. Le parti libéral de Práxedes Mateo Sagasta gouverne en Espagne jusqu’en 1899.
- 14 août : course ouverte aux automobiles et aux motos entre Paris et Trouville-sur-Mer. Jamin s’impose sur une Bollée.
- 16 août : départ depuis Anvers (Belgique) de l’expédition antarctique belge ou expédition Belgica, menée par Adrien de Gerlache de Gomery de 1897 à 1899, à bord de la Belgica. C'est la première expédition à hiverner dans la région antarctique.
- 20 août[1]: massacre de la colonne Braulot par les forces de Samory Touré.
- 24 août : visite officielle du président français Félix Faure en Russie, qui illustre le succès de l’alliance entre les deux pays.
- 29 - 31 août : 1er Congrès sioniste à Bâle sous la direction de Theodor Herzl, avec la promulgation de la Déclaration de Bâle selon laquelle le sionisme a pour but la création d'un foyer national juif, et création des organes de l'Organisation sioniste mondiale, chargé de la mobilisation politique. Theodor Herzl en est nommé son premier président.
  - Lors de ce congrès le pasteur luthérien allemand Johann Lepsius, défenseur de la cause arménienne, persécuté par les autorités allemandes qui soutenaient le gouvernement ottoman, tenta de lier la cause des deux peuples dispersés, dans son rapport intitulé : « Arméniens et Juifs en exil, ou l'avenir de l'Orient compte tenu de la question arménienne et du mouvement sioniste ».
  - Le ministre britannique des Colonies Joseph Chamberlain propose la création d’un territoire juif au Kenya.
  - Adoption d’un programme visant à créer un foyer national juif.

## Naissances
- 2 août : Philippe Soupault, poète et écrivain français († 12 mars 1990).
- 3 août : Gabriele Acacio Coussa, cardinal syrien, secrétaire de la Congrégation pour les Églises orientales († 29 juillet 1962).
- 9 août : Noël-Noël, acteur français († 4 octobre 1989).
- 11 août : Enid Blyton, romancière britannique († 28 Novembre 1968).
- 12 août : Otto Struve, astronome américain d'origine russe († 6 avril 1963).
- 16 août :
  - Charles Peignot (mort le 1er novembre 1983), fondeur de caractères français
  - Charles Pomaret (mort le 11 septembre 1984), personnalité politique française
  - Cynthia Elinor Beatrix Hamilton (morte le 4 décembre 1972), vicomtesse Althorp
  - Joseph Storck (mort le 1er janvier 1989), enseignant et résistrant français
  - Marcel Méral (mort le 7 mars 1969), acteur français

- 17 août : María Angélica Pérez, religieuse argentine, bienheureuse († 20 mai 1932).
- 19 août : Norbert Casteret, spéléologue et écrivain français († 20 juillet 1987).

## Décès
- 2 août : El Gallo (Fernando Gómez García), matador espagnol (° 18 août 1847).
- 10 août : James William Abert, officier et explorateur américain (° 1820).
- 16 août : Alfred Duméril (né le 20 février 1825), historien français